# Pycnospatha arietina
Pycnospatha arietina är en kallaväxtart som beskrevs av François Gagnepain. Pycnospatha arietina ingår i släktet Pycnospatha och familjen kallaväxter. IUCN kategoriserar arten globalt som livskraftig. Inga underarter finns listade.

## Bildgalleri

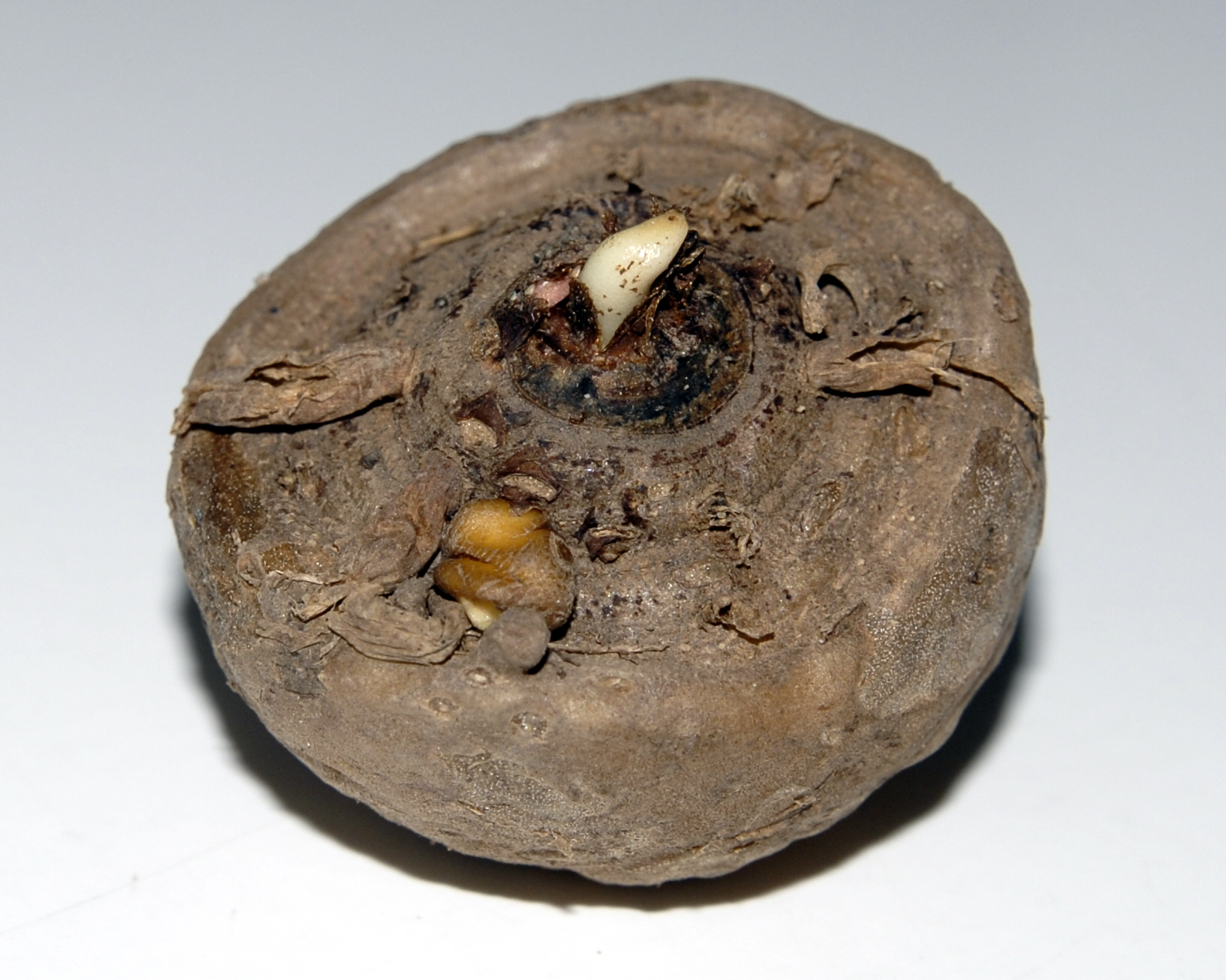